# Sporobolus rigens
Sporobolus rigens là một loài thực vật có hoa trong họ Hòa thảo. Loài này được (Trin.) É.Desv. miêu tả khoa học đầu tiên năm 1853.